# BTR-152
BTR-152 je sovětský kolový obrněný transportér s pohonem 6×6. Jeho vývoj začal nedlouho po ukončení druhé světové války v roce 1946 a sériově se vyráběl v letech 1950–1962.
BTR-152 byly k dispozici v několika verzích a vyráběny ve velkém množství jak pro sovětskou armádu, tak pro export. Podvozek byl použit z nákladního automobilu ZIL-151. Pozdní modely používaly automobilové komponenty ze spolehlivějších vozů ZIL-157. V letech 1950 až 1959 se objevily tři hlavní varianty BTR-152: základní obrněný transportér s kulometem ráže 7,62 mm nebo 12,7 mm, neozbrojené velitelské vozidlo s vyšší střechou a protiletadlová varianta vyzbrojená kulometem ZPU-2. BTR-152 mohly přepravovat jednotku pěchoty nebo specializované zbrojní týmy společně s jejich minomety a protitankovým zařízením. V sovětských službách byly využívány i jako dělostřelecké tahače.

## Typy
- BTR-152 – základní verze s kulometem SGMB ráže 7,62 mm.
- BTR-152A – protiletadlová verze s dvěma kulomety KPVT ráže 14,5 mm.
- BTR-152C – velitelská verze
- BTR-152B – tahač kanónů s přepravou obsluhy
- BTR-152W – modernizovaná verze vyráběna od roku 1955
- BTR-152E – transportér BTR-152W vyzbrojený dvěma kulomety KPVT ráže 14,5 mm.
- BTR-152K – modernizovaná verze z roku 1959
- BTR-152U – velitelský vůz
- BTR-152 – egyptská verze se čtyřmi protiletadlovými kulomety DŠKM ráže 12,7 mm.
- BTR-152 TCM-20 – izraelská protiletadlová verze s dvěma protiletadlovými kanóny TCM-20 ráže 20 mm
- Type 56 – čínská licenční verze

## Uživatelé
Afghánistán, Albánie, Alžírsko, Angola, Bulharsko, Čína, Egypt, Etiopie, Guinea, Guinea-Bissau, Chile, Indie, Indonésie, Irák, Írán, Izrael, Jemen, Jugoslávie, Kambodža, KLDR, Kongo, Kuba, Kypr, Laos, Libanon, Maďarsko, Mali, Mongolsko, Mosambik, Nikaragua, NDR, Polsko, Rovníková Guinea, Rumunsko, Seychely, Somálsko, SSSR, Srí Lanka, Středoafrická republika, Súdán, Sýrie, Tanzanie, Uganda, Vietnam, Zimbabwe.